# Julien Le Cardinal
Julien Le Cardinal (Saint-Brieuc, 3 agosto 1997) è un calciatore francese, difensore del Brest.

## Carriera
Cresciuto nel settore giovanile del Guingamp, trascorre la prima parte della carriera nelle serie minori del calcio francese con lo Stade Briochin. Il 30 maggio 2019 viene acquistato dal Bastia, contribuendo a due promozioni di fila; il 24 luglio 2021 ha esordito fra i professionisti, in occasione dell'incontro di Ligue 2 pareggiato per 1-1 contro il Nîmes. Il 27 giugno 2022 firma un contratto triennale con il Paris FC, sempre in Ligue 2; la sua permanenza nel club della capitale dura pochi mesi e il 15 novembre viene ceduto al Lens, firmando un contratto triennale. Il 29 dicembre ha esordito in Ligue 1, disputando l'incontro pareggiato per 0-0 contro il Nizza.
Prima di essere conosciuto nel mondo del calcio ha lavorato in una pizzeria, poi come addetto al muletto in un magazzino e finalmente è salito alla ribalta segnando in Champion's League il goal vittoria, il 10 dicembre 2024, nella partita Brest - PSV Eindhoven, disputata eccezionalmente a Guingamp per indisponibilità del campo del Brest

## Statistiche

### Presenze e reti nei club
Statistiche aggiornate al 20 dicembre 2024.
| Stagione              | Squadra               | Campionato            | Campionato | Campionato | Coppe nazionali | Coppe nazionali | Coppe nazionali | Coppe continentali | Coppe continentali | Coppe continentali | Altre coppe | Altre coppe | Altre coppe | Totale | Totale |
| Stagione              | Squadra               | Comp                  | Pres       | Reti       | Comp            | Pres            | Reti            | Comp               | Pres               | Reti               | Comp        | Pres        | Reti        | Pres   | Reti   |
| --------------------- | --------------------- | --------------------- | ---------- | ---------- | --------------- | --------------- | --------------- | ------------------ | ------------------ | ------------------ | ----------- | ----------- | ----------- | ------ | ------ |
| 2015-2016             | Stade Briochin        | CFA2                  | 2          | 0          | CF              | 0               | 0               | -                  | -                  | -                  | -           | -           | -           | 2      | 0      |
| 2016-2017             | Stade Briochin        | CFA2                  | 6          | 0          | CF              | 0               | 0               | -                  | -                  | -                  | -           | -           | -           | 6      | 0      |
| 2017-2018             | Stade Briochin        | N2                    | 16         | 1          | CF              | 2               | 0               | -                  | -                  | -                  | -           | -           | -           | 18     | 1      |
| 2018-2019             | Stade Briochin        | N2                    | 28         | 3          | CF              | 0               | 0               | -                  | -                  | -                  | -           | -           | -           | 28     | 3      |
| Totale Stade Briochin | Totale Stade Briochin | Totale Stade Briochin | 52         | 4          |                 | 2               | 0               |                    | -                  | -                  |             | -           | -           | 54     | 4      |
| 2019-2020             | Bastia                | N2                    | 19         | 3          | CF              | 0               | 0               | -                  | -                  | -                  | -           | -           | -           | 19     | 3      |
| 2020-2021             | Bastia                | N                     | 24         | 1          | CF              | 0               | 0               | -                  | -                  | -                  | -           | -           | -           | 24     | 1      |
| 2021-2022             | Bastia                | L2                    | 31         | 2          | CF              | 4               | 1               | -                  | -                  | -                  | -           | -           | -           | 35     | 3      |
| Totale Bastia         | Totale Bastia         | Totale Bastia         | 74         | 6          |                 | 4               | 1               |                    | -                  | -                  |             | -           | -           | 78     | 7      |
| ago.-nov. 2022        | Paris FC              | L2                    | 13         | 1          | CF              | 0               | 0               | -                  | -                  | -                  |             | -           | -           | 13     | 1      |
| nov. 2022-2023        | Lens 2                | N3                    | 1          | 0          | -               | -               | -               | -                  | -                  | -                  |             | -           | -           | 11     | 0      |
| nov. 2022-2023        | Lens                  | L1                    | 8          | 0          | CF              | 3               | 0               | -                  | -                  | -                  | -           | -           | -           | 11     | 0      |
| ago. 2023             | Lens                  | L1                    | 2          | 0          | CF              | -               | -               | -                  | -                  | -                  | -           | -           | -           | 2      | 0      |
| Totale Lens           | Totale Lens           | Totale Lens           | 10         | 0          |                 | 3               | 0               |                    | -                  | -                  |             | -           | -           | 13     | 0      |
| 2023-2024             | Brest                 | L1                    | 12         | 0          | CF              | 3               | 0               | -                  | -                  | -                  | -           | -           | -           | 15     | 0      |
| 2024-2025             | Brest                 | L1                    | 9          | 0          | CF              | 0               | 0               | UCL                | 3                  | 1                  | -           | -           | -           | 12     | 1      |
| Totale Brest          | Totale Brest          | Totale Brest          | 21         | 0          |                 | 3               | 0               |                    | 3                  | 1                  |             | -           | -           | 27     | 1      |
| Totale carriera       | Totale carriera       | Totale carriera       | 171        | 11         |                 | 12              | 1               |                    | 3                  | 1                  |             | -           | -           | 186    | 13     |

## Palmarès

### Club

#### Competizioni nazionali
- Championnat de France amateur 2: 2

Stade Briochin: 2016-2017 (gruppo A)
Bastia: 2019-2020 (gruppo A)
- Championnat National: 1

Bastia: 2020-2021